# Association humaniste du Québec
L’Association humaniste du Québec (AHQ) a été créée pour donner une voix aux libres-penseurs, athées, incroyants et humanistes séculiers. Elle fut la première organisation québécoise à rejeter formellement toute croyance au surnaturel.

## Histoire

### Autobus «athées»
En mars 2009, une campagne de publicité sur les autobus de Montréal a suscité diverses réactions dans les médias : « Dieu n’existe probablement pas, alors cessez de vous faire du souci et profitez de la vie ». L’annonce, pourtant limitée à une dizaine d’autobus (sur une flotte de plus de 1300 autobus) a été perçue essentiellement comme une «sortie de placard» des athées dans une province, le Québec, encore perçue à cette époque par l'AHQ comme dominée par un clergé catholique. De fait la réaction du clergé a été de laisser entendre « que tout le monde avait droit à ses opinions ». Les médias ont produit plusieurs articles, plusieurs émissions radio et télévision et aussi des caricatures sur cet événement. Voir le journal La Presse et TVA.

### Abrogation du délit de «blasphème»
Depuis le XIXe siècle les athées, incroyants et autres humanistes séculiers du Canada vivaient avec la menace explicite de se retrouver en prison (jusqu’à 2 ans) s’ils étaient poursuivis et condamnés pour « délit de blasphème ». Même si la loi C-296 fut rarement utilisée, elle agissait cependant comme une contrainte d’un autre âge à la liberté d’expression. Cette loi agissait aussi comme la caution morale d’une démocratie, le Canada, donnée à plusieurs pays peu ou pas démocratique. En juin 2012, Raif Badawi est emprisonné pour « apostasie et insulte à l’Islam ». C’est à l’AHQ que Radio-Canada demande des explications.
Le 9 décembre 2016, une pétition au Parlement fédéral (e-382) a été organisée par plusieurs groupes humanistes séculiers du Canada, dont l’AHQ. Elle a conduit le Ministre de la justice du Canada à abroger le délit de blasphème (loi C296) le 13 décembre 2018 à l’occasion d’une mise à niveau du Code criminel du Canada.
L’AHQ est membre fondatrice de la coalition internationale pour abolir les lois sur le blasphème. Voir End Blasphemy Laws.

### Apostasie
L’AHQ vient en aide aux personnes qui désirent apostasier formellement auprès de leur église. À cette fin un formulaire et des instructions sont disponibles sur le site de l’organisation. Les différents scandales qui ont secoué l’Église Catholique Romaine du Canada ont eu pour effet de déclencher un surcroit de demandes d’apostasie. La presse s’est intéressée au phénomène. Voir Journal de Montréal, 39 juin 2021 ; QUB Radio ; CTVnews.

### Mariages humanistes
L’AHQ a tenté, à plusieurs reprises, d’obtenir pour ses célébrants les mêmes droits que les ministres de cultes reconnus. En particulier le droit de marier des personnes dans les mêmes conditions que les prêtres, rabbins, pasteurs, etc. A chaque fois, l’AHQ s’est heurtée à une fin de non-recevoir : l’article 366 du Code civil du Québec restreint la pratique des mariages à des fonctionnaires municipaux, à des notaires et à des ministres du culte. Comme l’AHQ refuse de déclarer que l’humanisme séculier est une « religion », il s’ensuit une discrimination dommageable à la fois pour les célébrants et pour les personnes désirant un mariage humaniste, lequel n’est pas simplement réductible à un mariage « civil » tel que défini par l’État civil du Québec. L’existence de mariages humanistes est cependant une réalité en Ontario depuis de nombreuses années. Le journal Metro s’est intéressé à ce problème.